# Now and Then – Damals und heute
Now and Then – Damals und heute ist ein US-amerikanischer Spielfilm aus dem Jahr 1995. Demi Moore, Melanie Griffith, Rosie O’Donnell und Rita Wilson spielen die erwachsenen vier Freundinnen, die sich als Jugendliche, verkörpert von Gaby Hoffmann, Thora Birch, Christina Ricci und Ashleigh Aston Moore, ewige Freundschaft geschworen hatten. Als sie sich nach zwanzig Jahren wiedertreffen, finden sie durch ihre gemeinsame Vergangenheit erneut zueinander.

## Handlung
Anlässlich der Geburt ihres Kindes trifft sich die werdende Mutter Chrissy DeWitt mit ihren alten Jugendfreundinnen Samantha, Teeny und Roberta in ihrer Heimatstadt wieder. Das Quartett begibt sich zum ehemaligen Sammelpunkt, einem Baumhaus, und schwelgt in Erinnerungen an frühere Zeiten.
Im Sommer 1970 waren die vier Mädchen unzertrennlich und verbrachten ihre Ferien mit Schwimmen, Radtouren und Wahrheit-oder-Pflicht-Spielen. Nebenbei zofften sie sich und spielten sich Streiche mit vier Brüdern aus der Nachbarschaft, gleichzeitig wuchs ihr Interesse am anderen Geschlecht. Roberta bekam ihren ersten Kuss von einem der Brüder und versuchte so, mit dem Jahre zurückliegenden Tod ihrer Mutter fertigzuwerden. Samantha indessen erlebte die Scheidung ihrer Eltern. Das große Ereignis des Sommers war aber der Versuch, per Geisterbeschwörung den Mord an dem 12-jährigen Johnathan Simms 25 Jahre zuvor aufzuklären.
Der Film endet mit der Geburt von Chrissys Tochter, die von Roberta entbunden worden ist, im Kreis ihrer Freundinnen.

## Kritik
Die Filmzeitschrift Cinema war der Ansicht, dass „die Rahmenhandlung etwas nerv[e], aber die Rückblende […] eine bittersüße Mädchen-Variante von ‚Stand by Me‘, [sei], charmant und lebendig.“ Es wird das „Fazit“ gezogen: „Ein Loblied auf die Frauenfreundschaft.“

## Auszeichnungen
Gaby Hoffmann, Thora Birch, Christina Ricci und Ashleigh Aston Moore wurden für den Young Artist Award nominiert.

## Trivia
- Ursprünglich wurde der Film unter dem Titel The Gaslight Addition gedreht. Er wird auch als feministische Variante des Films „Stand by me“ angesehen.[1]
- Die Szene, in der die vier Mädchen einen Jahrmarkt zur Finanzierung ihres Baumhauses veranstalten, hat keinen Eingang in die Endfassung gefunden.
- Samanthas kleine Schwester wird von Demi Moores Tochter Rumer Willis verkörpert. Demi Moore spielt die erwachsene Samantha.[2]
- Die Figur der Roberta Martin war lesbisch angelegt und wurde auch so gedreht. Bei Testvorführungen in den Vororten von Chicago flippten die Zuschauer immer wieder aus, als Gynäkologin Roberta ihre Freundin Chrissy untersuchte. Sie stießen sich daran, dass eine Lesbe eine Vagina anschaute. So wurde der Film in letzter Minute geändert und eine Zeile hinzugefügt um die sexuelle Orientierung Robertas klarzustellen. Chrissy sagt nun zur Gruppe „Roberta, for example, has chosen to be alternative. She lives in sin with her boyfriend, but she is still normal.“ (deutsch: „Roberta zum Beispiel hat gewählt alternativ zu sein. Sie lebt in Sünde mit ihrem Freund, aber sie ist immer noch normal.“) Rosie O’Donnell war verärgert über die Änderung.[3]

Der Film erschien am 30. Januar 2002 auf DVD, Herausgeber: Studio VCL Communications.